# Asterobemisia carpini
Asterobemisia carpini là một loài côn trùng cánh nửa trong họ Aleyrodidae, phân họ Aleyrodinae.
Asterobemisia carpini được Koch miêu tả khoa học đầu tiên năm 1857.